# Nuno Vaz Pereira
Nuno Vaz Pereira foi um militar e navegador português.

## Biografia
Viveu essencialmente no princípios do Século XVI. Partiu para Sofala na costa de Moçambique em 1505 na expedição portuguesa em . Foi capitão-mor em de Sofala entre Dezembro 1506 e 8 de Setembro 1507. Fato a anotar, Fernão de Magalhães percorreu o Índico ocidental com Nuno Vaz Pereira, a partir de Cochim e em 1506 chegaram a Melinde, no Quénia, passando depois por Quíloa, na atual Tanzânia. Seu mandato da casa Real e como Capitão de Sofala pode ser recuperado em Torre do Tombo.
Faleceu em 03 de fevereiro de 1509 na importante batalha naval travada vitoriosamente contra os muçulmanos na batalha de Diu, batalha, enquanto capitaneava uma das cinco grandes naus da batalha: a nau Espírito Santo.